# ألبيان أجيتي
ألبيان أجيتي (26 فبراير 1997 ببازل في سويسرا - ) هو لاعب كرة قدم سويسري في مركز الهجوم. شارك مع منتخب سويسرا تحت 16 سنة لكرة القدم ‏ ومنتخب سويسرا تحت 17 سنة لكرة القدم ومنتخب سويسرا تحت 18 سنة لكرة القدم ومنتخب سويسرا تحت 19 سنة لكرة القدم ومنتخب سويسرا تحت 20 سنة لكرة القدم ومنتخب سويسرا تحت 21 سنة لكرة القدم. أما مع النوادي، فقد لعب مع نادي آوغسبورغ ونادي بازل.

## وصلات خارجية
- ألبيان أجيتي على موقع الاتحاد الأوربي (الإنجليزية)
- ألبيان أجيتي على موقع اتحاد تركيا (لاعب) (الإنجليزية)
- ألبيان أجيتي على موقع قاعدة بيانات كرة القدم.إي يو (الإنجليزية)
- ألبيان أجيتي على موقع ناشيونال فوتبول تيمز (الإنجليزية)
- ألبيان أجيتي على موقع Soccerbase.com (لاعب) (الإنجليزية)
- ألبيان أجيتي على موقع Soccerway.com (الإنجليزية)
- ألبيان أجيتي على موقع عالم كرة القدم.نت (الإنجليزية)
- ألبيان أجيتي على موقع AS.com (الإسبانية)